# 19-Nineteen
《19-Nineteen》은 2009년에 개봉한 대한민국의 영화이다. 알려진 다른 제목은 나의 19세, 나인틴 등이 있다.

## 캐스팅
- 최승현 : 서정훈 역
- 이승현 : 박민서 역
- 허이재 : 차은형 역
- 김영호 : 김하늘 역
- 이영범 : 류선재 역
- 정성일 : 하기상 역
- 신민희 : 오영애 역
- 맹봉학 : 서창만 역
- 김리나 : 서향자 역
- 신귀식 : 박호 역
- 최인숙 : 박화정 역
- 신영진 : 차민경 역
- 장래현 : 김선민 역
- 황신정 : 김신이 역
- 장소연 : 유은혜 역
- 김화란 : 미용실 원장 역
- 한영광 : 변호사 역
- 유광연 : 버스 훈남 역
- 한나 : 간호사 역
- 김진호 : 형사반장 역
- 이성민 : 불량배 1 역
- 홍준영 : 불량배 2 역
- 김한샘 : 불량배 3 역
- 강우진 : 여고생 역